# フィンランディア杯
フィンランディア杯（英語: Finlandia Trophy、フィンランディア・トロフィー）は、フィンランドで開かれるフィギュアスケートの国際大会。フィンランドフィギュアスケート連盟が主催する。

## 概要
1995年、ヘルシンキで第1回大会が行われた。2005年の中止を挟み、2006年からはヴァンターで開催されている。2012年はエスポーで初開催された。例年10月に開催される。当初はシニアの男女シングルとアイスダンスの大会だったが、2002年からはペアも含む大会となった。前身は1993年に開催されたハンザ杯（英語: Hansa Cup）とされる。
2014年、国際スケート連盟が主催するISUチャレンジャーシリーズに組み込まれた。

### 大会中止
2020-2021シーズン、新型コロナウイルス感染症(COVID-19)の世界的な流行により開催中止。

## 歴代メダリスト

### 男子シングル
| 年      | 開催地     | 金                         | 銀                             | 銅                           |
| ------- | ---------- | -------------------------- | ------------------------------ | ---------------------------- |
| 1995    | ヘルシンキ | イゴール・パシケビッチ     | イリヤ・クーリック             | ルスラン・ノボセルツェフ     |
| 1996    | ヘルシンキ | シェパード・クラーク       | サボルチ・ヴィドライ           | アンソニー・リュウ           |
| 1997    | ヘルシンキ | アレクセイ・ヤグディン     | オレグ・タタウロフ             | エフゲニー・プルシェンコ     |
| 1998    | ヘルシンキ | ドミトリー・ドミトレンコ   | アンソニー・リュウ             | デイモン・アレン             |
| 1999    | ヘルシンキ | ロマン・セロフ             | アレクセイ・ワシレフスキー     | ジェフリー・ラングドン       |
| 2000    | ヘルシンキ | エフゲニー・プルシェンコ   | 李運飛                         | スタニック・ジャネット       |
| 2001    | ヘルシンキ | イリヤ・クリムキン         | ロマン・セロフ                 | ゲオルゲ・チッパー           |
| 2002    | ヘルシンキ | アンドレイ・ウラシェンコ   | ゲオルゲ・チッパー             | イリヤ・クリムキン           |
| 2003    | ヘルシンキ | ゲオルゲ・チッパー         | ジョニー・ウィアー             | クリストファー・ベルントソン |
| 2004    | ヘルシンキ | フレデリック・ダンビエ     | ロマン・セロフ                 | マルカンドレ・グレグ         |
| 2005    | 開催中止   | 開催中止                   | 開催中止                       | 開催中止                     |
| 2006    | ヴァンター | ジェレミー・アボット       | アレクサンドル・ウスペンスキー | セルゲイ・ドブリン           |
| 2007    | ヴァンター | トマシュ・ベルネル         | パーカー・ペニングトン         | ケビン・ヴァン・デル・ペレン |
| 2008    | ヴァンター | 無良崇人                   | ショーン・ロジャーズ           | セルゲイ・ボロノフ           |
| 2009    | ヴァンター | 髙橋大輔                   | セルゲイ・ボロノフ             | スティーブン・キャリエール   |
| 2010    | ヴァンター | アルトゥール・ガチンスキー | クリストファー・ベルントソン   | サミュエル・コンテスティ     |
| 2011    | ヴァンター | 無良崇人                   | ダグラス・ラザノ               | マチェイ・チェプルハ         |
| 2012    | エスポー   | 羽生結弦                   | リチャード・ドーンブッシュ     | ハビエル・フェルナンデス     |
| 2013    | エスポー   | 羽生結弦                   | セルゲイ・ボロノフ             | アルトゥール・ガチンスキー   |
| 2014 CS | エスポー   | セルゲイ・ボロノフ         | アダム・リッポン               | アレクサンドル・ペトロフ     |
| 2015 CS | エスポー   | コンスタンチン・メンショフ | アダム・リッポン               | セルゲイ・ボロノフ           |
| 2016 CS | エスポー   | ネイサン・チェン           | パトリック・チャン             | マキシム・コフトゥン         |
| 2017 CS | エスポー   | 金博洋                     | ヴィンセント・ジョウ           | アダム・リッポン             |
| 2018 CS | エスポー   | ミハイル・コリヤダ         | チャ・ジュンファン             | モリス・クヴィテラシヴィリ   |
| 2019 CS | エスポー   | 宇野昌磨                   | 山本草太                       | ローマン・サドフスキー       |
| 2020    | 開催中止   | 開催中止                   | 開催中止                       | 開催中止                     |
| 2021 CS | エスポー   | ジェイソン・ブラウン       | ミハイル・コリヤダ             | ドミトリー・アリエフ         |
| 2022 CS | エスポー   | チャ・ジュンファン         | モリス・クヴィテラシヴィリ     | アンドレアス・ノルデバック   |
| 2023 CS | エスポー   | 三浦佳生                   | 佐藤駿                         | アレキサンドル・セレフコ     |
| 2024 GP | ヘルシンキ | 鍵山優真                   | ケヴィン・エイモズ             | ダニエル・グラスル           |

### 女子シングル
| 年      | 開催地     | 金                             | 銀                               | 銅                             |
| ------- | ---------- | ------------------------------ | -------------------------------- | ------------------------------ |
| 1995    | ヘルシンキ | エレーナ・イワノワ             | ズザンナ・シュフェト             | エレーナ・ソコロワ             |
| 1996    | ヘルシンキ | マリア・ブッテルスカヤ         | ユリア・ボロビエワ               | エレーナ・ソコロワ             |
| 1997    | ヘルシンキ | イリーナ・スルツカヤ           | ユリア・ラウトワ                 | クリスティーナ・チャコ         |
| 1998    | ヘルシンキ | エレーナ・ソコロワ             | ビクトリア・ボルチコワ           | ユリア・ラフレンチュク         |
| 1999    | ヘルシンキ | エレーナ・ソコロワ             | エレーナ・リアシェンコ           | レティシア・ユベール           |
| 2000    | ヘルシンキ | エレーナ・ソコロワ             | エレーナ・リアシェンコ           | レティシア・ユベール           |
| 2001    | ヘルシンキ | サーシャ・コーエン             | アリサ・ドレイ                   | ビクトリア・ボルチコワ         |
| 2002    | ヘルシンキ | スザンナ・ポイキオ             | タチアナ・バソワ                 | アリサ・ドレイ                 |
| 2003    | ヘルシンキ | スザンナ・ポイキオ             | アリサ・ドレイ                   | ミリアム・マンザノ             |
| 2004    | ヘルシンキ | スザンナ・ポイキオ             | アリサ・ドレイ                   | エリナ・ケットゥネン           |
| 2005    | 開催中止   | 開催中止                       | 開催中止                         | 開催中止                       |
| 2006    | ヴァンター | キーラ・コルピ                 | スザンナ・ポイキオ               | ユリア・セベスチェン           |
| 2007    | ヴァンター | ジェニー・ベヘマー             | スザンナ・ポイキオ               | カロリーナ・コストナー         |
| 2008    | ヴァンター | 鈴木明子                       | ラウラ・レピスト                 | サラ・マイアー                 |
| 2009    | ヴァンター | アリョーナ・レオノワ           | ラウラ・レピスト                 | キーラ・コルピ                 |
| 2010    | ヴァンター | 鈴木明子                       | キーラ・コルピ                   | アリョーナ・レオノワ           |
| 2011    | ヴァンター | ソフィヤ・ビリュコワ           | エレーナ・グレボワ               | アリサ・ミコンサーリ           |
| 2012    | エスポー   | ユリア・リプニツカヤ           | キーラ・コルピ                   | 長洲未来                       |
| 2013    | エスポー   | ユリア・リプニツカヤ           | 鈴木明子                         | エリザベータ・トゥクタミシェワ |
| 2014 CS | エスポー   | エリザベータ・トゥクタミシェワ | サマンサ・シザーリオ             | 本郷理華                       |
| 2015 CS | エスポー   | 本郷理華                       | ユリア・リプニツカヤ             | ヨシ・ヘルゲソン               |
| 2016 CS | エスポー   | ケイトリン・オズモンド         | 浅田真央                         | アンナ・ポゴリラヤ             |
| 2017 CS | エスポー   | マリア・ソツコワ               | カロリーナ・コストナー           | エリザベータ・トゥクタミシェワ |
| 2018 CS | エスポー   | エリザベータ・トゥクタミシェワ | エリザヴェート・トゥルシンバエワ | ヴィヴェカ・リンドフォース     |
| 2019 CS | エスポー   | アリョーナ・コストルナヤ       | エリザベータ・トゥクタミシェワ   | 横井ゆは菜                     |
| 2020    | 開催中止   | 開催中止                       | 開催中止                         | 開催中止                       |
| 2021 CS | エスポー   | カミラ・ワリエワ               | エリザベータ・トゥクタミシェワ   | アリョーナ・コストルナヤ       |
| 2022 CS | エスポー   | キム・イェリム                 | キム・チェヨン                   | アナスタシヤ・グバノワ         |
| 2023 CS | エスポー   | キム・イェリム                 | 渡辺倫果                         | アナスタシヤ・グバノワ         |
| 2024 GP | ヘルシンキ | 吉田陽菜                       | 松生理乃                         | ララ・ナキ・グットマン         |

### ペア
| 年         | 開催地     | 金                                                    | 銀                                                        | 銅                                                      |
| ---------- | ---------- | ----------------------------------------------------- | --------------------------------------------------------- | ------------------------------------------------------- |
| 2002       | ヘルシンキ | タチアナ・チュバエワ and ドミトリー・パラマルチュク   | ヴィクトリア・ボルゼンコワ and アンドレイ・チュヴィラエフ | マーシー・ヒンツマン and スティーブ・ハートセル         |
| 2003       | ヘルシンキ | 若松詩子 and ジャン＝セバスチャン・フェクトー         | Pascale Bergeron and Robert Davidson                      | マーシー・ヒンツマン and アーロン・パーチェム           |
| 2004       | 非実施     | 非実施                                                | 非実施                                                    | 非実施                                                  |
| 2005       | 開催中止   | 開催中止                                              | 開催中止                                                  | 開催中止                                                |
| 2006       | 非実施     | 非実施                                                | 非実施                                                    | 非実施                                                  |
| 2007       | ヴァンター | マリア・ムホルトワ and マキシム・トランコフ           | Andrea Best and Trevor Young                              | マリ・ヴァルトマン and フロリアン・ユスト               |
| 2008 -2015 | 非実施     | 非実施                                                | 非実施                                                    | 非実施                                                  |
| 2016 CS    | エスポー   | メーガン・デュハメル and エリック・ラドフォード       | クリスティーナ・アスタホワ and アレクセイ・ロゴノフ       | マリ・ヴァルトマン and ルーベン・ブロマールト           |
| 2017 CS    | エスポー   | 彭程 and 金楊                                         | ニコーレ・デラ・モニカ and マッテオ・グアリーゼ           | クセニヤ・ストルボワ and ヒョードル・クリモフ           |
| 2018 CS    | エスポー   | エフゲーニヤ・タラソワ and ウラジミール・モロゾフ     | カーステン・ムーア＝タワーズ and マイケル・マリナロ       | アレクサンドラ・ボイコワ and ドミトリー・コズロフスキー |
| 2019 CS    | エスポー   | アナスタシヤ・ミーシナ and アレクサンドル・ガリャモフ | アリサ・エフィモワ and アレクサンドル・コロヴィン         | リュボーフィ・イリュシェチキナ and シャルリ・ビロドー   |
| 2020       | 開催中止   | 開催中止                                              | 開催中止                                                  | 開催中止                                                |
| 2021 CS    | エスポー   | アナスタシヤ・ミーシナ and アレクサンドル・ガリャモフ | エフゲーニヤ・タラソワ and ウラジミール・モロゾフ         | アシュリー・ケイン＝グリブル and ティモシー・ルデュク   |
| 2022 CS    | エスポー   | アニカ・ホッケ and ロベルト・クンケル                 | アリサ・エフィモワ and ルーベン・ブロマールト             | ブルック・マッキントッシュ and ベンジャミン・ミマール   |
| 2023 CS    | エスポー   | エリー・カム and ダニエル・オシェイ                   | レベッカ・ギラルディ and フィリッポ・アンブロジーニ       | マリア・パブロワ and アレクセイ・スヴィアチェンコ       |
| 2024 GP    | ヘルシンキ | ディアナ・ステラート・デュデク and マキシム・デシャン | マリア・パブロワ and アレクセイ・スヴィアチェンコ         | レベッカ・ギラルディ and フィリッポ・アンブロジーニ     |

### アイスダンス
| 年         | 開催地     | 金                                                        | 銀                                                      | 銅                                                        |
| ---------- | ---------- | --------------------------------------------------------- | ------------------------------------------------------- | --------------------------------------------------------- |
| 1995       | ヘルシンキ | シルヴィア・ノヴァク and セバスチアン・コラシンスキー     |                                                         |                                                           |
| 1996       | ヘルシンキ | アンナ・セメノビッチ and ウラジミール・フェドロフ         | エカテリーナ・スヴィリナ and ウラジミール・レルフ       | Ivona Filipowicz and Michal Szumski                       |
| 1997       | ヘルシンキ | アンナ・セメノビッチ and ウラジミール・フェドロフ         | エカテリーナ・ダビドワ and ロマン・コストマロフ         | Ivona Filipowicz and Michal Szumski                       |
| 1998       | ヘルシンキ | アルベナ・デンコヴァ and マキシム・スタビスキー           | オクサナ・ポトディコワ and デニス・ペチュホフ           | Angelika Fuhring and Bruno Ellinger                       |
| 1999       | ヘルシンキ | アルベナ・デンコヴァ and マキシム・スタビスキー           | フェデリカ・ファイエラ and ルチアーノ・ミーロ           | オクサナ・ポトディコワ and デニス・ペチュホフ             |
| 2000       | ヘルシンキ | アルベナ・デンコヴァ and マキシム・スタビスキー           | ナタリア・ロマニウタ and ダニイル・バランツェフ         | Marika Humphreys and Vitaliy Baranov                      |
| 2001       | ヘルシンキ | アルベナ・デンコヴァ and マキシム・スタビスキー           | Marika Humphreys and Vitaliy Baranov                    | シャンタル・ルフェーブル and ジャスティン・ラニング       |
| 2002       | 非実施     | 非実施                                                    | 非実施                                                  | 非実施                                                    |
| 2003       | ヘルシンキ | アルベナ・デンコヴァ and マキシム・スタビスキー           | オクサナ・ドムニナ and マキシム・シャバリン             | Pamela O'Connor and Jonathon O'Dougherty                  |
| 2004       | 非実施     | 非実施                                                    | 非実施                                                  | 非実施                                                    |
| 2005       | 開催中止   | 開催中止                                                  | 開催中止                                                | 開催中止                                                  |
| 2006 -2007 | 非実施     | 非実施                                                    | 非実施                                                  | 非実施                                                    |
| 2008       | ヴァンター | シネイド・ケアー and ジョン・ケアー                       | アナスタシア・プラトノワ and アレクサンドル・グラチェフ | クリスチーナ・ゴルシュコワ and ヴィタリー・ブチコフ       |
| 2009       | ヴァンター | シネイド・ケアー and ジョン・ケアー                       | アナスタシア・プラトノワ and アレクサンドル・グラチェフ | アーラ・ベクナザロワ and ウラジミール・ズーエフ           |
| 2010       | ヴァンター | ナタリー・ペシャラ and ファビアン・ブルザ                 | ホフマン・ノーラ and マキシム・ザボジン                 | クリスチーナ・ゴルシュコワ and ヴィタリー・ブチコフ       |
| 2011       | ヴァンター | テッサ・ヴァーチュ and スコット・モイア                   | マイア・シブタニ and アレックス・シブタニ               | マディソン・チョック and エヴァン・ベイツ                 |
| 2012       | エスポー   | エカテリーナ・ボブロワ and ドミトリー・ソロビエフ         | アンナ・カッペリーニ and ルカ・ラノッテ                 | マディソン・ハベル and ザカリー・ダナヒュー               |
| 2013       | エスポー   | テッサ・ヴァーチュ and スコット・モイア                   | マディソン・チョック and エヴァン・ベイツ               | ユスチナ・プルトウスカ and ピーター・ガーバー             |
| 2014 CS    | エスポー   | アレクサンドラ・ステパノワ and イワン・ブキン             | ネッリ・ジガンシナ and アレクサンダー・ガージ           | アナスタシア・カヌーシオ and コリン・マクマヌス           |
| 2015 CS    | エスポー   | ケイトリン・ウィーバー and アンドリュー・ポジェ           | イザベラ・トバイアス and イリヤ・トカチェンコ           | ロランス・フルニエ・ボードリー and ニゴライ・サアアンスン |
| 2016 CS    | エスポー   | アレクサンドラ・ステパノワ and イワン・ブキン             | マディソン・ハベル and ザカリー・ダナヒュー             | ティファニー・ザホースキ and ジョナサン・ゲレイロ         |
| 2017 CS    | エスポー   | ガブリエラ・パパダキス and ギヨーム・シゼロン             | アレクサンドラ・ステパノワ and イワン・ブキン           | ロランス・フルニエ・ボードリー and ニゴライ・サアアンスン |
| 2018 CS    | エスポー   | アレクサンドラ・ステパノワ and イワン・ブキン             | オリヴィア・スマート and アドリア・ディアス             | マリー＝ジャード・ローリオ and ロマン・ルギャック         |
| 2019 CS    | エスポー   | マディソン・チョック and エヴァン・ベイツ                 | 王詩玥 and 柳鑫宇                                       | ベティナ・ポポワ and セルゲイ・モズゴフ                   |
| 2020       | 開催中止   | 開催中止                                                  | 開催中止                                                | 開催中止                                                  |
| 2021 CS    | エスポー   | ガブリエラ・パパダキス and ギヨーム・シゼロン             | マディソン・チョック and エヴァン・ベイツ               | ライラ・フィアー and ルイス・ギブソン                     |
| 2022 CS    | エスポー   | ロランス・フルニエ・ボードリー and ニゴライ・サアアンスン | ケイトリン・ホワイエク and ジャン＝リュック・ベイカー   | ユーリア・トゥルッキラ and マティアス・ヴェルスルイス     |
| 2023 CS    | エスポー   | ユーリア・トゥルッキラ and マティアス・ヴェルスルイス     | クリスティーナ・カレイラ and アンソニー・ポノマレンコ   | ロランス・フルニエ・ボードリー and ニゴライ・サアアンスン |
| 2024 GP    | ヘルシンキ | ライラ・フィアー and ルイス・ギブソン                     | パイパー・ギレス and ポール・ポワリエ                   | ユーリア・トゥルッキラ and マティアス・ヴェルスルイス     |